# Хочко Похорје
Хочко Похорје (словен. Hočko Pohorje) је насељено мјесто у општини Хоче-Сливница, Подравска регија, Словенија.

## Историја
До територијалне реорганизације у Словенији било је у саставу старе општине Марибор.

## Становништво
У попису становништва из 2011. године, Хотко Похорје је имало 469 становника.
| Број становника према пописима | Број становника према пописима | Број становника према пописима |
| ------------------------------ | ------------------------------ | ------------------------------ |
| 1991                           | 2002                           | 2011                           |
| 386                            | 416                            | 469                            |

## Галерија
- капелица на Петковем седлу
- капелица код Легвањцана
- туристичко насеље "Болфенк"
- туристичко насеље "Болфенк"
- туристичко насеље „Болфенк“, зимски дан
- радарски положај "Лединеков когл"
- планински пут према Марибору